# ドリトル先生月から帰る
『ドリトル先生月から帰る』（ドリトルせんせいつきからかえる、Doctor Dolittle's Return）は、ヒュー・ロフティングにより1933年に発表されたイギリスの児童文学作品。

## 概要
ドリトル先生シリーズの第9作。『月からの使い』『月へゆく』と続いた「月世界3部作」の完結編に当たる。本作の刊行後、1935年にロフティングは3人目の夫人となるジョセフィン・フリッカーと再婚したことを契機にそれまでの活動拠点であったアメリカ合衆国・ニューイングランド地方のコネチカット州を離れ西海岸のロサンゼルスへ移り住むが、この時期より「ドリトル先生」はもとより新作の発表そのものが長期にわたり停滞し、遺作となった第10作『秘密の湖』が刊行されたのは本作から15年後の1948年であった。
なお、米英では1935年に「誕生日の本」としてシリーズ第1巻『アフリカゆき』から本作までの台詞や挿画を抜粋・再編集した"Doctor Dolittle's Birthday Book"（ドリトル先生のバースデー・ブック）と言う本が刊行されているが、日本では未刊行となっている。

## あらすじ
ジョン・ドリトル先生、オウムのポリネシア、チンパンジーのチーチー、そして先生の反対を振り切って“密航”した助手のトミー・スタビンズは巨大な蛾の背中に乗って月へ誘われたが、月世界を統治する「会議」の議長を務める太古の巨人、オーソ・ブラッジの手でスタビンズだけが地球へ送り返されてしまう。スタビンズがようやく生まれ故郷のパドルビーへ帰還した際には、ドリトル邸に寄宿していたジョリギンキ王国のバンポ王子は置き手紙を残してオックスフォード大学へ復学し、広大な庭に設けられた「動物園」もすっかり荒れ果てて「ネズミ・クラブ」や「雑種犬ホーム」などの施設も寂れてしまっていた。
スタビンズがパドルビーへ帰り着いた際にはほとんど無一文に近い状態であった為、猫肉屋のマシュー・マグに相談して計算の苦手なシンプソンの代わりに精肉店の伝票を整理する仕事を融通してもらい、どうにか僅かながらも収入を確保して先生の帰りを待つことにする。そして遂に、ある月蝕の晩にかつて月から巨大な蛾が飛来した時と同じように狼煙が上がり、ポリネシア、チーチー、そして先生は巨大なイナゴに乗せられて1年ぶりに帰還した。しかし、スタビンズが月世界で暮らした数週間の間に3メートル近い巨体となっていたのと同様、月世界で1年を過ごした先生は5メートル57.5センチ（18フィート3.5インチ）もの巨人になってしまっていた。先生の変わり果てた姿を見て、出発前と同様に新聞記者が嗅ぎつけると大変だと思ったスタビンズはマシューとその夫人・テオドシアの協力を得て、かつて先生がサーカス団を率いていた際のテントを庭に張って先生の巨体を収容する。テントの中で先生はトミーに、月世界から1匹の猫が地球への同行を強く志願したので、ポリネシアの猛反対を押し切って連れて来たことを打ち明けた。
それから数週間を経て先生の体も少しずつ元の大きさに戻り、荒廃していた「動物園」の施設も再開されてようやく元の生活が戻って来たかのように思われたが、ドリトル家の動物たちは先生が月から連れ帰った神秘的な猫・イティー（Itty）──これは「『猫』と言う単語すら聞きたくない」と蛇蝎の如く猫を嫌うポリネシアが「それ（It）と呼べ」とスタビンズに命令したことから、仮に付けられた名前であるが──を巡って一様に嫌悪感を露わにするが「イティーは鳥もネズミも捕まえないと先生に約束している」とスタビンズが粘り強く説得を続け、少しずつドリトル家の一員として受け入れられて行くようになる。先生が帰還したことを聞きつけた動物たちが次々にドリトル邸へ押しかけて、先生は月世界の記録をまとめる時間を取れないことに悩まされる。そのことをマシューに相談すると、マシューは「留置場が一番、誰にも邪魔されずに落ち着いて仕事が出来る」と言い、パドルビーから離れた町で窓ガラスを割って器物損壊で30日間の拘禁刑を命じられる為の試行錯誤を繰り返し、ようやくゴレスビー・セントクレメンツ警察署の窓を割って拘留される。ところが、町中のネズミやアナグマが総動員されて警察署の地下を掘り起こし、庁舎が傾いてしまう。たまりかねた警察署は先生を刑期の途中で釈放してしまった。

## 日本語訳
長らく岩波書店版のみが刊行されていたが、2013年12月に角川つばさ文庫より新訳版が刊行された。
- ヒュー・ロフティング、訳：井伏鱒二『ドリトル先生月から帰る』 岩波書店
  - 愛蔵版〈ドリトル先生物語全集〉第9巻 1962年6月13日初版 ISBN 978-4-001-15009-4
  - 岩波少年文庫 1979年9月19日初版、2000年改版 ISBN 978-4-001-14029-3
- 『新訳 ドリトル先生月から帰る』（角川つばさ文庫 編集・発行：アスキー・メディアワークス）

訳：河合祥一郎 画：patty 2013年12月15日初版 ISBN 978-4-04-631293-8